# Mohammad Bakri
Mohammad Bakri (árabe: محمد بكري ; hebreo: מוחמד בכרי) (Al-Ba’ani, Israel, 1953) es un actor y director de cine palestino con ciudadanía israelí. Es padre de los actores Saleh Bakri y Adam Bakri.

## Biografía
Nació en 1953 en un pequeño pueblo de Galilea, y se licenció en Teatro y Literatura Árabe en la Universidad de Tel Aviv en 1976. El mismo año debutó como actor en la obra Panorama desde el puente, de Arthur Miller, en el Teatro Municipal de Haifa. Entre 1993 y 2000, trabajó alternativamente en Jerusalén y en Ramala donde cofundó el Teatro Al-Kasaba con el actor y director George Ibrahim. Actuó en muchas producciones del Al-Kasaba, pero el éxito teatral le llegó en 1986 con su adaptación y su innovadora puesta en escena de la novela de Emile Habibi The Secret Life of Saeed the Pessoptimist.
Su carrera como actor de cine incluye unas 50 películas israelíes, palestinas y extranjeras, cortometrajes y series de televisión. Destacan sus papeles en Hanna K. (1983) de Costa-Gavras, Esther (1986) de Amos Gitaï, Kikar Ha-Halomot (2001) de Benny Toraty, Private (2004) de Saverio Costanzo y Eid milad Laila (Laila's Birthday) (2008), de Rashid Masharawi.
Bakri ha dirigido cuatro películas: 1948 (1999), sobre el 50 aniversario de la Nakba; Yenín, Yenín (2002), un controvertido documental sobre la batalla de Yenín; Since You Left (2005), dirigido a Emile Habibi, y Zahara (2010), sobre la vida de una tía suya que tuvo que exiliarse al Líbano en 1948 pero decidió regresar clandestinamente a su país. En 2012 participó con otros 8 directores en la película Water, un proyecto colectivo palestino-israelí dedicado al agua para el que realizó el cortometraje Eye Drops.

## Filmografía
- Como actor (selección):
  - 1983: Hanna K. de Constantin Costa-Gavras (Israel/Francia)
  - 1984: Detrás de los muros de Uri Barbash (Israel)
  - 1986: Esther de Amos Gitai (Israel/Reino Unido)
  - 1988: Rami og Julie de Erik Clausen (Dinamarca)
  - 1989: Foreign Nights de Izidore K. Musallam (Canadá)
  - 1991: Cup Final de Eran Riklis (Israel)
  - 1992: Detrás de los muros II de Uri Barbash (Israel)
  - 1993: The Mummy Lives de Gerry O'Hara (Estados Unidos)
  - 1995: Le conte des trois diamants (Hikayatul jawahiri thalath) de Michel Khleifi (Palestina/Bélgica)
  - 1997: Sous les pieds des femmes de Rachid Krim (Francia)
  - 1997: Desperado Square de Benny Toraty (Italia/Israel)
  - 1997: Haifa de Rashid Masharawi (Palestina/Países Bajos)
  - 1999: The Milky Way (Shvil Hahalav) de Ali Nassar (Israel)
  - 2001: El cuerpo de Jonas McCord (Estados Unidos/Israel/Alemania)
  - 2001: The Olive Harvest de Hanna Elias (Palestina)
  - 2002: Jenin... Jenin de Mohammed Bakri (Palestina)
  - 2004: Domicilio privado (Private) de Saverio Costanzo (Italia)
  - 2007: La masseria delle allodole de Paolo Taviani y Vittorio Taviani (Italia)
  - 2008: Leila's Birthday (Eid milad Laila) de Rashid Masharawi (Palestina/Tunez/Países Bajos)
  - 2009: Zindeeq de Michel Khleifi (Palestina, Reino Unido, Bélgica, Emiratos Árabes Unidos)
  - 2010: The clock and the man de Gazi Abu Baker (Israel/Palestina)
  - 2013: Girafada de Rani Massalha (Palestina, Italia, Alemania, Francia)
  - 2014: The savior de Robert Savo (Palestina, Jordania, Bulgaria)
  - 2016: The Night Of de Steven Zaillian (Estados Unidos)
  - 2016: Of Kings and Prophets (Estados Unidos)
  - 2017: Wajib de Annemarie Jacir (Palestina)
- Como realizador:
  - 1999: 1948
  - 2002: Yenín, Yenín
  - 2005: Since You Left (Min Yum Mahrucht)
  - 2010: Zahara
  - 2012: Water (Eye Drops) (Israel, Palestina)